# Covers & Lados B
Covers & Lados B es el título de un disco de versiones musicales, perteneciente al grupo de rock argentino Charlie 3. Este compilado de 4 tracks, incluye covers y lados B, que formaron parte de ediciones para diferentes sellos o fueron incluidos como bonus a lo largo de la discografía de la banda.

## Lista de canciones
| N.º | Título            | Duración |  |
| 1.  | «Change of ideas» | 01:09    |  |
| 2.  | «Frío»            | 02:43    |  |
| 3.  | «Mi único jardín» | 03:28    |  |
| 4.  | «El rey»          | 02:14    |  |

## Créditos
- Esteban Zunzunegui: bajo y voz
- Martín Dócimo: guitarra
- Pablo Florio: batería